# Aeroportul Voinjama
Aeroportul Voinjama (IATA: VOI, ICAO: GLVA) este un aeroport din Lofa County⁠(d), Liberia ce deservește zona Voinjama⁠(d). A fost numit după zona deservită.
Situat la o altitudine de 425 m, aeroportul dispune de o singură pistă.